# Katarina Bulatovićová
Katarina Bulatovićová (* 15. listopadu 1984 Kragujevac) je bývalá černohorská házenkářka. Reprezentovala Srbsko a Černou Horu (2003–2006), Srbsko (2006–2008) a Černou Horu (2011–2020), s níž dosáhla největších úspěchů.
S černohorskou reprezentací získala stříbrnou olympijskou medaili na hrách v Londýně roku 2012. Zároveň se stala nejlepší střelkyní celého turnaje (56 gólů). Vyhrála též mistrovství Evropy 2012 a i na tomto turnaji dosáhla největšího počtu branek ze všech účastnic (53 gólů). Na obou akcích byla rovněž vybrána do all-stars týmu. Za černohorský národní tým odehrála 94 zápasů, v nichž vstřelila 473 branek.
Je čtyřnásobnou vítězkou nejprestižnější evropské klubové soutěže, Ligy mistrů EHF. Dvakrát tohoto úspěchu dosáhla v dresu černohorského klubu ŽRK Budućnost Podgorica (2012, 2015), jednou s dánským Slagelse FH (2007) a jednou zvedla trofej nad hlavu jako hráčka maďarského Győri ETO KC (2014). S Podgoricou vyhrála v roce 2010 rovněž Pohár vítězů pohárů. Se Slagelse se stala mistryní Dánska (2007), s Râmnicu Vâlcea mistryní Rumunska (2013), s Podgoricou je devítinásobnou mistryní Černé Hory (2008, 2009, 2010, 2011, 2012, 2015, 2016, 2017, 2019).
V letech 2012 a 2014 byla zvolena černohorským sportovcem roku. V roce 2023 byla uvedena do síně slávy Evropské házenkářské federace.